# Mistrzostwa Rumunii w Skokach Narciarskich 2019
Mistrzostwa Rumunii w Skokach Narciarskich 2019 – zawody mające na celu wyłonić mistrza Rumunii w skokach narciarskich, które zostały rozegrane w Râșnovie w dniach 18–20 października 2019. Oprócz mistrzostw seniorów, rozegrano także konkursy w niższych kategoriach wiekowych.
Wśród mężczyzn w najwyższej kategorii wiekowej zwyciężyli: na skoczni średniej i normalnej Daniel Cacina, przed Mihneą Spulberem i Radu Păcurarem, a na tych samych obiektach wśród kobiet zwyciężyła Daniela Haralambie.
Ponadto rozegrano również zawody drużynowe mężczyzn, w których złote medale zdobyli zawodnicy pierwszego zespołu CSS Dinamo Râșnov, a w konkursie drużyn mieszanych drużyna CS Dinamo Braszów.

## Wyniki

### Mężczyźni
| Msc. | Zawodnik          | Klub              | I seria | II seria | Punkty |
| ---- | ----------------- | ----------------- | ------- | -------- | ------ |
| 1.   | Daniel Cacina     | CSS Dinamo Râșnov | 67,5 m  | 66,0 m   | 229,2  |
| 2.   | Mihnea Spulber    | CS Dinamo Braszów | 64,5 m  | 64,0 m   | 225,2  |
| 3.   | Radu Păcurar      | CSS Dinamo Râșnov | 63,5 m  | 63,5 m   | 218,6  |
| 4.   | Sorin Mitrofan    | CSO Cetate Râșnov | 64,0 m  | 62,5 m   | 216,9  |
| 5.   | Andrei Feldorean  | CS Dinamo Braszów | 61,5 m  | 60,5 m   | 201,1  |
| 6.   | Florin Feroiu     | CSS Dinamo Râșnov | 59,0 m  | 57,5 m   | 187,9  |
| 7.   | Lorant Benedek    | CS Dinamo Braszów | 55,5 m  | 55,5 m   | 171,2  |
| 8.   | Mircea Jipescu    | CSS Dinamo Râșnov | 55,0 m  | 56,5 m   | 169,9  |
| 9.   | Robert Săndulescu | ACS Săcele        | 53,0 m  | 54,0 m   | 160,1  |
| 10.  | Alexandru Folea   | CSS Dinamo Râșnov | 52,5 m  | 50,5 m   | 154,5  |
| ...  |                   |                   |         |          |        |

| Msc. | Klub                 | Zawodnicy                                        | I seria              | II seria             | Punkty |
| ---- | -------------------- | ------------------------------------------------ | -------------------- | -------------------- | ------ |
| 1.   | CSS Dinamo Râșnov I  | Mircea Jipescu Radu Păcurar Daniel Cacina        | 61,0 m 63,5 m 67,0 m | 61,0 m 64,5 m 66,5 m | 655,3  |
| 2.   | CS Dinamo Braszów    | Lorant Benedek Andrei Feldorean Mihnea Spulber   | 59,5 m 61,5 m 65,0 m | 59,5 m 63,0 m 65,0 m | 628,8  |
| 3.   | CSS Dinamo Râșnov II | Alexandru Runceanu Alexandru Folea Florin Feroiu | 57,0 m 52,5 m 59,5 m | 48,5 m 52,5 m 58,5 m | 509,8  |
| 4.   | ACS Săcele I         | Csaba Szabo Angelo Gobel Robert Săndulescu       | 58,0 m 51,5 m 54,0 m | 53,0 m 52,0 m 59,5 m | 490,6  |
| 5.   | ACS Săcele II        | Alessia Mîțu Cosca Darius Enea Iustin Comănescu  | 45,0 m 26,0 m 36,5 m | 49,0 m 28,0 m 35,5 m | 208,9  |

#### Konkurs indywidualny – 20 października 2019 – HS97
| Msc. | Zawodnik          | Klub              | I seria | II seria | Punkty |
| ---- | ----------------- | ----------------- | ------- | -------- | ------ |
| 1.   | Daniel Cacina     | CSS Dinamo Râșnov | 91,0 m  | 90,5 m   | 227,0  |
| 2.   | Mihnea Spulber    | CS Dinamo Braszów | 85,0 m  | 87,5 m   | 206,0  |
| 3.   | Radu Păcurar      | CSS Dinamo Râșnov | 82,0 m  | 84,0 m   | 191,0  |
| 4.   | Sorin Mitrofan    | CSO Cetate Râșnov | 81,5 m  | 80,0 m   | 181,5  |
| 5.   | Andrei Feldorean  | CS Dinamo Braszów | 76,0 m  | 73,5 m   | 146,0  |
| 6.   | Mircea Jipescu    | CSS Dinamo Râșnov | 72,5 m  | 72,5 m   | 145,0  |
| 7.   | Florin Feroiu     | CSS Dinamo Râșnov | 76,5 m  | 71,0 m   | 144,0  |
| 8.   | Robert Săndulescu | ACS Săcele        | 73,5 m  | 72,5 m   | 142,5  |
| 9.   | Lorant Benedek    | CS Dinamo Braszów | 72,5 m  | 71,5 m   | 140,5  |
| 10.  | Csaba Szabo       | ACS Săcele        | 65,0 m  | 63,5 m   | 98,5   |
| ...  |                   |                   |         |          |        |

### Kobiety
| Msc. | Zawodniczka         | Klub              | I seria | II seria | Punkty |
| ---- | ------------------- | ----------------- | ------- | -------- | ------ |
| 1.   | Daniela Haralambie  | CS Dinamo Braszów | 63,5 m  | 62,5 m   | 216,2  |
| 2.   | Diana Trâmbițaș     | CSS Brașovia      | 54,0 m  | 52,0 m   | 159,7  |
| 3.   | Delia Folea         | CSS Dinamo Râșnov | 50,5 m  | 49,5 m   | 141,3  |
| 4.   | Daria Chindriș      | CS Dinamo Braszów | 46,5 m  | 45,5 m   | 118,6  |
| 5.   | Alessia Mîțu Cosca  | ACS Săcele        | 43,5 m  | 48,0 m   | 116,9  |
| 6.   | Bianca Ștefănuță    | CSU Braszów       | 44,0 m  | 44,0 m   | 114,5  |
| 7.   | Ramona Frățilă      | CSU Braszów       | 37,5 m  | 37,0 m   | 73,1   |
| 8.   | Ștefania Săndulescu | ACS Săcele        | 30,5 m  | 31,5 m   | 39,6   |
| 9.   | Bianca Moroșanu     | CS Dinamo Braszów | 37,0 m  | 33,0 m   | 36,3   |
| 10.  | Andra Gheorghe      | CSS Brașovia      | 29,5 m  | 29,5 m   | 29,9   |
| ...  |                     |                   |         |          |        |

| Msc. | Zawodnicy          | Klub              | I seria | II seria | Punkty |
| ---- | ------------------ | ----------------- | ------- | -------- | ------ |
| 1.   | Daniela Haralambie | CS Dinamo Braszów | 86,0 m  | 87,5 m   | 207,5  |
| 2.   | Diana Trâmbițaș    | CSS Brașovia      | 73,0 m  | 68,0 m   | 131,0  |
| 3.   | Daria Chindriș     | CS Dinamo Braszów | 57,0 m  | 58,0 m   | 79,0   |
| 4.   | Delia Folea        | CSS Dinamo Râșnov | 56,0 m  | 56,5 m   | 71,5   |
| 5.   | Bianca Ștefănuță   | CSU Braszów       | 50,0 m  | 49,5 m   | 46,0   |
| 6.   | Alessia Mîțu Cosca | ACS Săcele        | 49,5 m  | 52,0 m   | 43,0   |

### Mieszane

#### Konkurs drużyn mieszanych – 19 października 2019 – HS71
| Msc. | Klub                 | Zawodnicy                            | I seria       | II seria      | Punkty |
| ---- | -------------------- | ------------------------------------ | ------------- | ------------- | ------ |
| 1.   | CS Dinamo Braszów I  | Daniela Haralambie Mihnea Spulber    | 65,0 m 62,0 m | 64,0 m 64,5 m | 441,3  |
| 2.   | CSS Dinamo Râșnov    | Delia Folea Daniel Cacina            | 50,0 m 65,0 m | 49,0 m 67,0 m | 371,0  |
| 3.   | CS Dinamo Braszów II | Daria Chindriș Andrei Feldorean      | 48,0 m 61,0 m | 48,0 m 60,0 m | 333,4  |
| 4.   | CSS Brașovia         | Diana Trâmbițaș Cosmin Donciu        | 55,5 m 49,5 m | 55,5 m 50,0 m | 307,8  |
| 5.   | ACS Săcele           | Alessia Mîțu Cosca Robert Săndulescu | 46,0 m 57,5 m | 47,5 m 54,5 m | 296,3  |
| ...  |                      |                                      |               |               |        |